# Tervasaari (ö i Päijänne-Tavastland, Lahtis, lat 61,31, long 26,18)
Tervasaari är en ö i Finland. Den ligger i sjön Ala-Rieveli och i kommunen Heinola i den ekonomiska regionen  Lahtis ekonomiska region  och landskapet Päijänne-Tavastland, i den södra delen av landet, 140 km nordost om huvudstaden Helsingfors. Öns area är 2,3 hektar och dess största längd är 360 meter i nord-sydlig riktning.